# Amine biogène

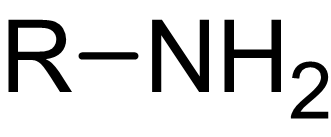
Structure du group Amine.

Les amines biogènes sont un groupe de composés organiques d'origine biologique ayant un faible poids moléculaire. Elles existent sous différentes structures chimiques possédant au minimum un groupement amine. La structure chimique peut être aliphatique, aromatique ou hétérocyclique. Obtenu le plus souvent par décarboxylation d'un acide aminé, elle peut également être synthétisée par amination d'un composé carbonylé (aldéhyde ou cétone) ou par hydrolyse d'un composé azoté.
Synthétisées par les organismes vivants, les amines biogènes sont très présentes dans l'alimentation (cochon principalement, boisson alcoolisée, poisson, viande, fromage, ...).

## Effets physiologiques
Les amines biogènes sont physiologiquement actives et exercent de nombreuses fonctions au sein de l'organisme. Par exemple, la dopamine, la sérotonine ou encore l'adrénaline sont des neurotransmetteurs. 
Dans le même temps, ces amines peuvent être néfastes voire toxiques. En effet, si à faible concentration, l'histamine participe aux réactions de défense à la suite d'une infection, à forte dose, elle peut causer des intoxications alimentaires. Cette dualité est également observée pour la tyramine. À faible concentration, elle joue un rôle dans la contraction musculaire alors que pour des doses plus élevées, elle cause des crises d'hypertension.

### Exemples
On compte parmi les principales amines biogènes : 
- l'histamine, une substance dérivée de l'histidine, un acide aminé qui agit comme un neurotransmetteur impliqué dans l'éveil et l'attention, comme la libération de signaux pro-inflammatoires à partir de mastocytes en réponse à des réactions allergiques ou de dégâts sur les tissus. L'histamine est aussi un important stimulateur de la sécrétion d'acide chlorhydrique (HCl) par l'estomac, via les récepteurs d'histamine H2 ;
- La tyramine, une substance présente dans la plupart des aliments communs, qui peut être responsable de l'augmentation de la pression sanguine, et de maux de tête ;
- La sérotonine, un  neurotransmetteur du système nerveux central impliqué dans la régulation de l'humeur, le sommeil, l'appétit et la sexualité ;
- Les trois neurotransmetteurs de type catécholamine :
  - la noradrénaline ou norépinéphrine, un neurotransmetteur impliqué dans le sommeil, l'éveil, l'attention, les comportements alimentaires, ainsi que comme hormone de stress libérée par les glandes surrénales qui régulent le système nerveux orthosympathique,
  - l'adrénaline ou épinéphrine, une hormone surrénalienne de stress aussi bien qu'un neurotransmetteur présent en petites quantités dans le cerveau,
  - la dopamine, un neurotransmetteur impliqué dans les processus de motivation, de récompense, d'addiction, de renforcement comportemental et de coordination des mouvements du corps ;
- La tryptamine, un alcaloïde de type monoamine que l'on trouve à l'état de trace dans le cerveau des mammifères, et dont on pense qu'elle joue un rôle comme neuromodulateur ou neurotransmetteur ;
- Le GABA ou acide γ-aminobutyrique : qui agit comme neuromédiateur inhibiteur lors de la somme des stimulus chimiques réalisés dans le corps cellulaire des neurones multipolaires ;
- Le thioéthylamine qui entre dans la composition du coenzyme A (CoA-SH).